# Narwar (ort i Indien, Shivpurī)
Narwar är en ort i Indien.   Den ligger i distriktet Shivpurī och delstaten Madhya Pradesh, i den centrala delen av landet, 300 km söder om huvudstaden New Delhi. Narwar ligger 286 meter över havet och antalet invånare är 16 948.
Terrängen runt Narwar är platt, och sluttar österut. Runt Narwar är det ganska tätbefolkat, med 144 invånare per kvadratkilometer. Det finns inga andra samhällen i närheten. Trakten runt Narwar består till största delen av jordbruksmark.